# Turi Simeti

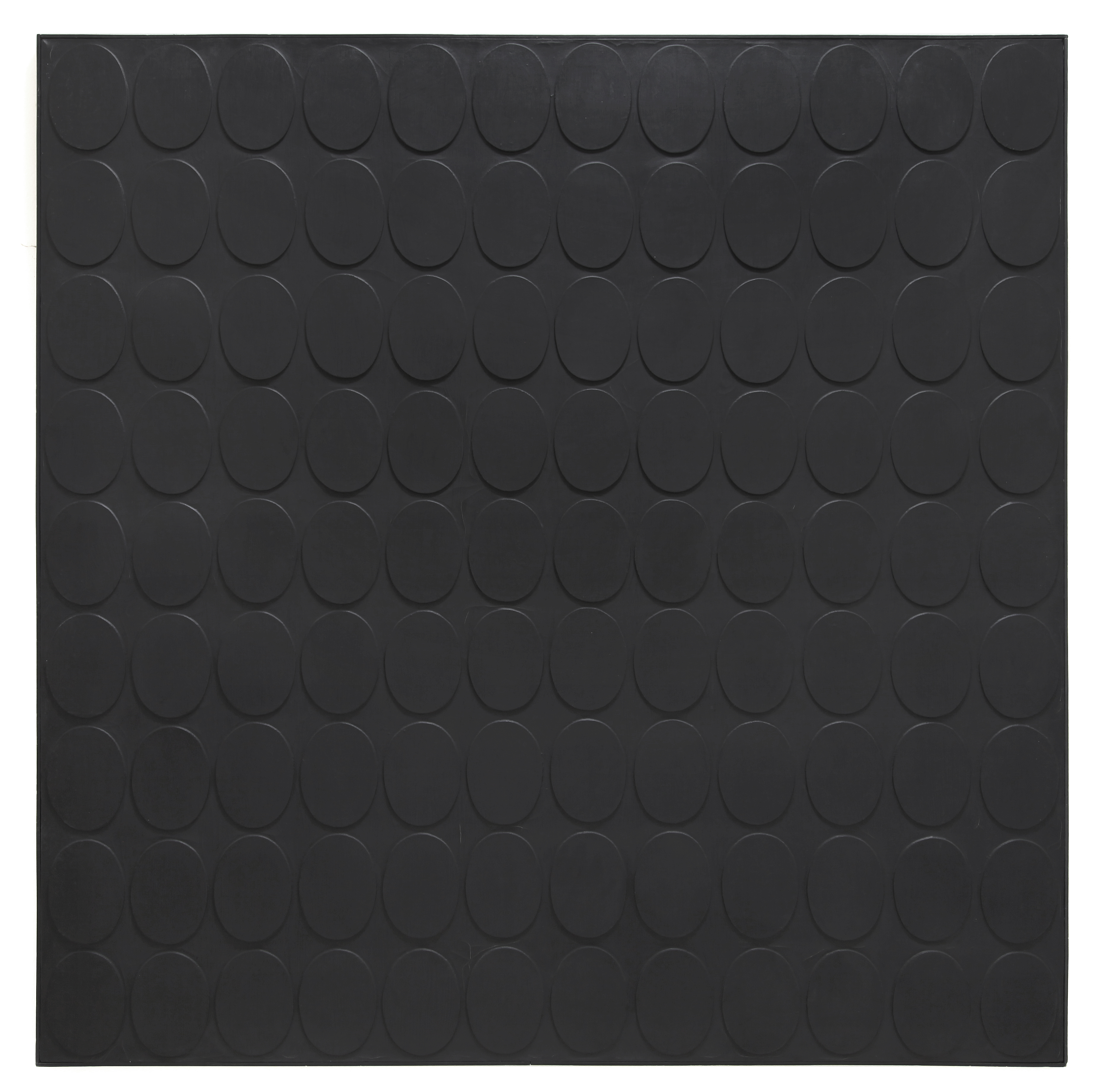
Turi Simeti, 108 ovali neri, legno su tela, 1968

Turi Simeti (Alcamo, 5 agosto 1929 – Milano, 16 marzo 2021) è stato un pittore e scultore italiano.

## Biografia

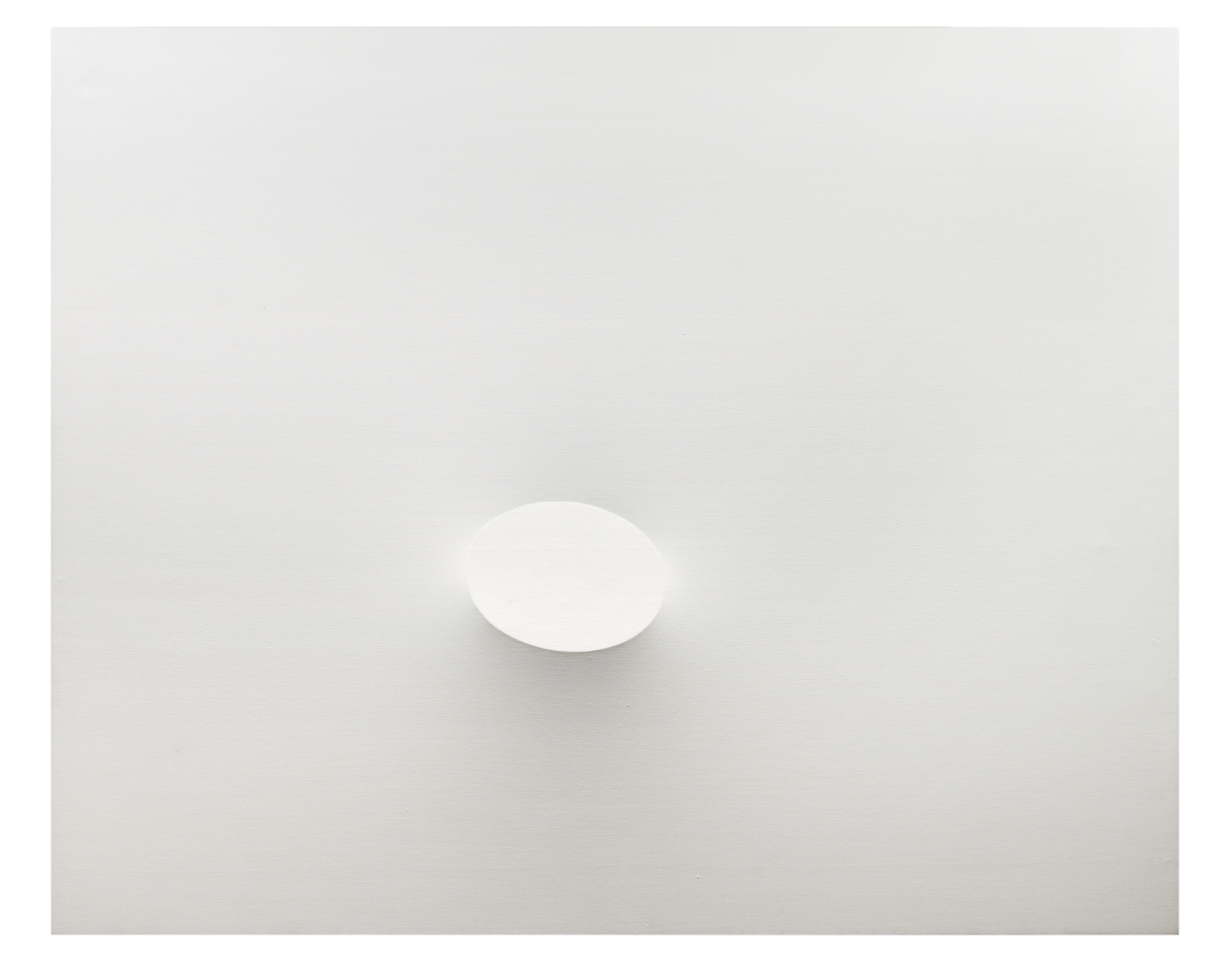
Turi Simeti, ovale bianco 130x160, acrilico su tela,1977

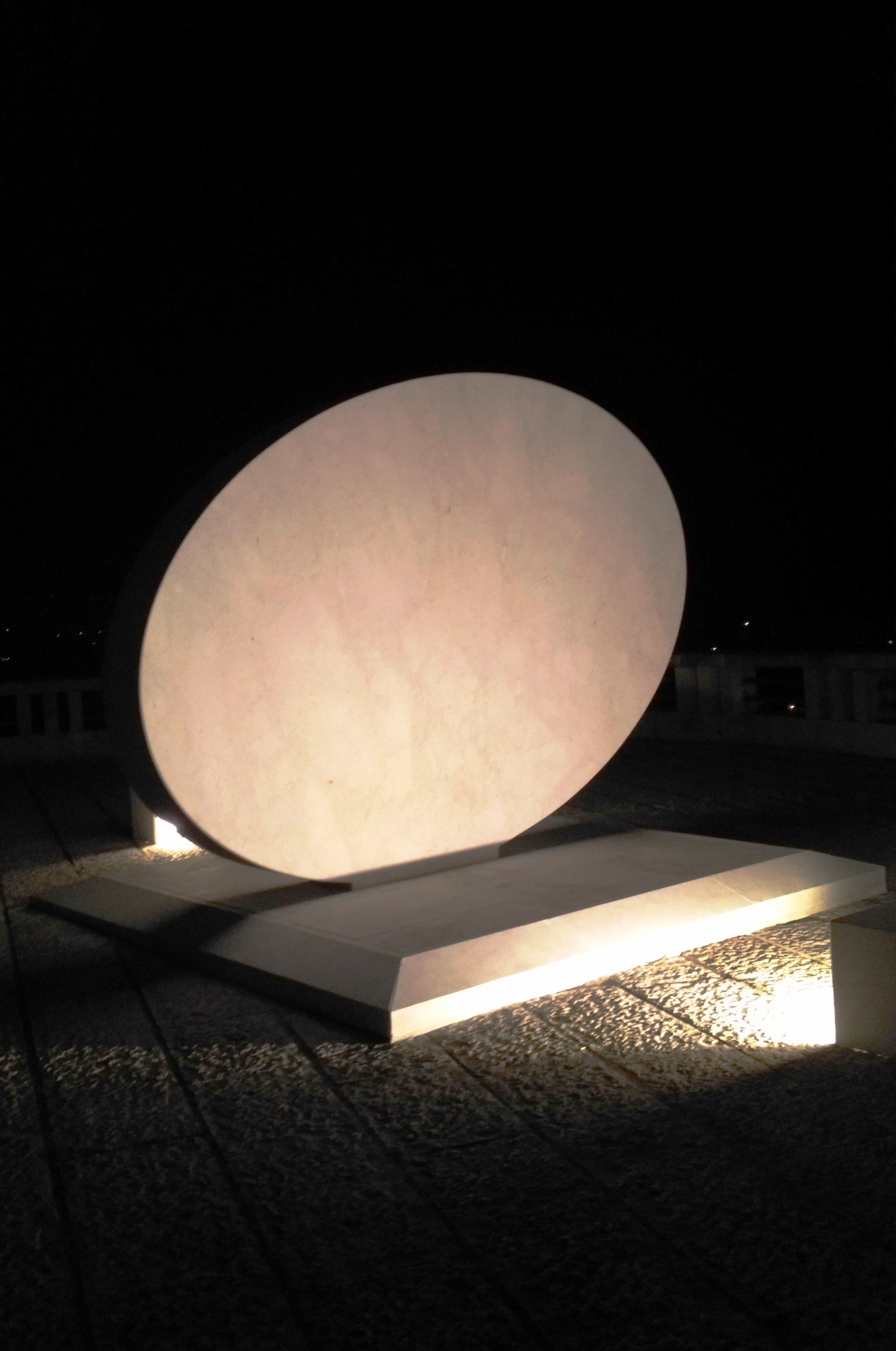
Un ovale, marmo perlato su panorama by night

Dopo gli studi superiori ad Alcamo, in provincia di Trapani, ha studiato Legge a Palermo, lasciando poi la Sicilia, per stabilirsi a Roma alla fine degli anni cinquanta. Nella capitale l'artista ha frequentato gli studi di Tano Festa, Mario Schifano, Giulio Turcato, e Alberto Burri.
L’incontro con Burri gli ha cambiato la vita, poiché per mezzo di lui ha scoperto l’ovale; da allora in poi questa forma in rilievo è diventata la protagonista della sua pittura tridimensionale; essa dona delle nuove percezioni visive, con la sua superficie monocromatica che cambia con il variare della luce.
Simeti, staccandosi gradualmente dall'uniformità della tela, è arrivato alla realizzazione di opere piene di profondità e di movimento.
Nel 1963 partecipa alla Rassegna Arti Figurative di Roma e del Lazio, al Premio Termoli e alla mostra Arte Visuale tenutasi al Palazzo Strozzi di Firenze, e altre importanti rassegne internazionali, fra le quali Arte Programmata – Aktuel 65 e Weiss auf Weiss a Berna nel 1965 e 1966.
Nel 1965 Simeti è invitato a esporre le sue opere a Milano (dove si trasferisce nello stesso anno),  presso Zero Avantgarde,  mostra collettiva ospitata nello studio di Lucio Fontana, che vide riuniti artisti italiani e stranieri fra i quali il tedesco Gruppo Zero, Hans Haacke, Yayoi Kusama, Agostino Bonalumi, Enrico Castellani e Dadamaino, Yves Klein e Piero Manzoni.
Fra il 1966 e il 1969, nella qualità di Artist in Residence su invito della Fairleigh Dickinson University, ha vissuto per lunghi periodi a New York, dove ha creato diverse opere; nei primi anni Settanta ha allestito delle mostre personali a Bergamo, Verona, Rottweil, Düsseldorf, Oldenburg, Colonia, Monaco di Baviera,  prendendo pure parte ad alcune collettive, come Estensione, nella Casa del Mantegna di Mantova.
Negli anni Ottanta,  stimolato dalla passione per l'arte di Ludovico Corrao, ha realizzato per Gibellina una scultura molto lineare, una lastra di traventino al posto della solita tela (Impronta, lastra di pietra del 1980), dove l'artista trasferisce il suo plasticismo geometrico.
Nel 1982 ha allestito una mostra personale nello Studio Grossetti di Milano e, negli anni a seguire, all’estero nella Galerie Passmann di Friburgo e la Galerie Wack di Kaiserslautern;  nel 1983, presso la Galerie Maier di Kitzbüehl e la Galerie Ahrens di Coblenza nel 1984, la Galeria Paulo Figueiredo de San Paolo e la Galerie 44 di Düsseldorf nel 1985, quindi alla fiera di Chicago, alla Galerie Apicella di Bonn neI 1986 e alla Galerie Monochrome di Aachen nel 1987.
Negli anni Novanta, ha messo in mostra le nuove opere a Rio de Janeiro, Biberach, Kaiserslautern, Milano (galleria Vinciana), Bolzano e Trapani, e nel 1996 nel Kunstverein di Ludwigsburg e a Erice, con testo in catalogo di Marco Meneguzzo.
Nel 1998 ha tenuto una personale alla Galerie Kain di Basilea, seguita l’anno successivo da altre esposizioni a Biberach (di nuovo nella galleria Uli Lang), Ladenburg, Mannheim, e dalla partecipazione all’esposizione “Arte in Italia negli anni 70” presso La Salerniana di Erice. Negli anni successivi sono continuate, ininterrottamente, le sue mostre personali in decine di gallerie italiane e straniere.
Nel mese di ottobre 2014, con le sue estroflessioni, Simeti ha conseguito il primato mondiale per un “Bianco” del 1965, venduto da Sotheby's per 194.500 sterline (220.000 euro circa).
Il 16 marzo 2021 muore in ospedale a Milano all'età di 91 anni a causa del COVID-19.

## Riconoscimenti
Nel 2014 è stato designato Artista dell’anno e ha così vinto il Premio delle Arti Premio della Cultura,  conferitogli al Circolo della Stampa di Milano.

## Esposizioni dal 2000 ad oggi
- 2000 Galerie Uwe Sacksofsky, Heidelberg (Germania)
- 2000 Studio d’Arte Harry Zellweger, Basel (Svizzera)
- 2001 Civica Galleria d’Arte Moderna, Gallarate
- 2002-2003 Fondazione Mudima, Milano
- Galleria Maier, Kitzbühel (Austria)
- Galerie Wack, Kaiserslautern (Germania)
- Galleria Rino Costa, Casale Monferrato
- Galleria Bergamo, Bergamo
- Carte d’arte Mostre, Catania
- 2004 Galleria Poleschi Arte, Milano
- 2004 Galleria d’Arte Serego, Verona
- 2005 Spazio ARTantide.com, Lugano (Germania)
- 2006 Galleria BIM – Banca Intermobiliare, Lugano (Germania)
- 2006 Galleria Excalibur, Solcio di Lesa
- 2007 GlobArt Gallery, Acqui Terme, Alessandria
- 2007 Palazzo dello “Spazio Satura” a Genova
- 2009 Maretti Arte di Montecarlo
- 2009 Studio d’Arte Contemporanea Pino Casagrande, Roma
- 2009 Maab Studio d’Arte, Padova.
- 2010 Galleria Salvatore e Caroline Ala, Milano
- 2010 Opere 1960-2010, ex Collegio dei Gesuiti, Alcamo, Trapani
- 2010 Magazzini dell’Arte Contemporanea, Trapani
- 2011 Galerie Linde Hollinger di Laderburg
- 2011 Sala degli Stucchi, Villa Morosini, Rovigo
- 2011 Spazio Eventi Libreria Ferrarin, Legnago
- 2012 The Mayor Gallery, Londra
- 2012 Galleria Arte Silva, Seregno, Milano
- 2012 Galerie Linde Hollinger di Laderburg (Germania)
- 2013 Turi Simeti: Anni Sessanta, Galleria Dep Art, Milano
- 2013 Turi Simeti: L’armonia inquieta, Fabbriche Chiaramontane, Agrigento
- 2014 Galerie Tornabuoni Art, Parigi
- 2014 Luca Tommasi Arte Contemporanea, Milano
- 2014 The Primary Form of Painting, De Buck Gallery, New York
- 2014 Galerie Stefan Hildebrandt, St. Moritz (Svizzera).
- 2014 CAMUSAC Cassino Museo Arte Contemporanea, Cassino, Frosinone
- 2015 Almine Rech Gallery, Bruxelles (Belgio)
- 2015 Turi Simeti: Opere bianche, Dep Art, Milano
- 2015 Istituto Italiano di Cultura, New York[7]
- 2016 Turi Simeti: Zero Gravity, Scaramouche Gallery, New York
- 2017 Grandi opere, Polo regionale d'arte moderna e contemporanea di Palazzo Belmonte Riso, Palermo
- 2017 Leeahn Gallery, Seul (Corea)
- 2018 Monaco, Galerie Retelet, Turi Simeti
- 2018 Turi Simeti 33 anni dopo, CADORO Zentrum für Kunst und Wissenschaft, Mainz
- 2018 Turi Simeti opere 1961/2018, Plutschow Gallery, Zurigo (Svizzera)
- 2019 FantasMIma, Leeahn Gallery, Daegu (Corea del Sud)
- 2019 Turi Simeti, Diehl Gallery, Berlino (Germania)
- 2020 Turi Simeti. Works 1960 - 2020, Dep Art Gallery, Milano
- 2020 Turi Simeti, Galerie Zavodny, Mikulov (Repubblica Ceca)
- 2020 Italian Minimalism: Turi Simeti, Boon Art Gallery, Knokke, (Belgium)

## Collezioni pubbliche
Italia
- Galleria Civica, Torino
- Pinacoteca, Macerata
- MACA di Alcamo
- Villa Croce (Genova)
- Museo d'Arte Moderna di Bolzano
- Museo del Novecento, Palazzo Reale, Milano
- Museo Guttuso, Villa Cattolica, Bagheria
- Fondazione Antonio e Carmela Calderara, Vacciago di Ameno (Novara)
- Fondazione Orestiadi, Gibellina (Trapani)
- Fondazione Prada, Milano
- GAM, Galleria civica d'arte moderna e contemporanea, Torino
- GNAM, Galleria nazionale d'arte moderna e contemporanea, Roma
- MUSEION, Museo d’Arte Moderna e Contemporanea, Bolzano
- Museo d’arte contemporanea (Lissone)
- Museo d’Arte Contemporanea di Genova, Villa Croce, Genova
- Museo Civico d’Arte Contemporanea Ludovico Corrao, Gibellina (Trapani)
- MAGI '900 di Pieve di Cento (BO)

Austria
- Sammlung Lenz Schönberg, Söll

Brasile
- MAM, Museu de Arte Moderna, Rio de Janeiro

Danimarca
- Kunsten Museum of Modern Art, Aalborg

Germania
- Mittelrhein-Museum, Koblenz
- Museum Ritter, Waldenbuch
- The Schaufler Foundation, Sindelfingen

Paesi Bassi
- Museum Voorlinden, Wassenaar